# Anders Wibjörnson
Anders Wibjörnson, född 18 maj 1703 i Linköpings församling, Östergötlands län, död 23 april 1760 i Vånga församling, Östergötlands län, var en svensk präst.

## Biografi
Anders Wibjörnson föddes 1703 i Linköpings församling. Han var son till kyrkoherden Andreas Wibjörnson och Margareta Mollerus i Vreta Klosters församling. Wibjörnson studerade i Linköping och blev höstterminen 1720 student vid Uppsala universitet. Han prästvigdes 17 april 1729 till pastorsadjunkt i Vreta Kloster församling. Wibjörnson blev 1733 komminister i Vreta Kloster församling och 1752 kyrkoherde i Vånga församling. Han avled 1760 i Vånga församling och begravdes 6 maj samma år.
En gravsten lades över hans stoft, den är numera förstörd.

### Familj
Wibjörnson gifte sig 21 juni 1737 med Gertrud Aschanius (1716–1794). Hon var dotter till kyrkoherden i Örtomta församling. De fick tillsammans barnen bergsfogden Nils Wibjörnson (1738–1816) i Finspång, handlanden Andreas Wibjörnson (1740–1812) i Torshälla, Bengt Wibjörnson (1741–1741), Catharina Helena Wibjörnson (född 1745) som var gift med brukspatronen Pehr Hellwegh på Åby i Horns församling, Hedvig Wibjörnson som var gift med kyrkoherden Isaac Calén i Kättilstads församling, överdirektören Gustaf Wibjörnson (1748–1819) vid artilleriet, bruksinspektoren Carl Wibjörnson (1749–1819) på Dalfors i Ore församling, bruksfaktor Hinric Adolph Wibjörnson (1750–1812) i Norrbärke bergslag och Anna Elisabeth Wibjörnson som var gift med kyrkoherden Nils Johan Yckenberg i Rappestads församling.